# Finbar (voornaam)
Finbar is een van oorsprong Ierse naam. De naam stamt af van Fionnbharr. Fionn betekende "wit of blond" en barr was "hoofd". De naam wordt ook wel gespeld als Finbarr. De bekendste Finbar en meest waarschijnlijke verklaring voor de populariteit van de naam in Ierland is Sint Finbarr, een katholieke Ierse heilige en beschermheilige van Cork in Ierland.

## De naam
Er zijn verschillende variaties op de naam. Finbarr. Finbar, Finbarre, Finn. Met name de eenvoudige spelling "Finbar" is nu populair.

## Bekende personen met de naam Finbar
- Sint Finbarr, beschermheilige van de stad Cork.
- De Canadese fotograaf Finbar O'Reilly won in 2005 de World Press Photo met zijn foto van een moeder met haar dochtertje in Niger.
- De Ierse schrijver Dermot Bolger stelde een boek samen over "Finbar's Hotel". Bekende Ierse schrijvers bedachten elk een verhaal dat zich afspeelde in het hotel met die naam. Later verscheen ook nog "Ladies night in Finbar's Hotel".
- Finbar Furey was de zanger van de in Ierland bekende band The Fureys.